# Katharina Szelinski-Singer

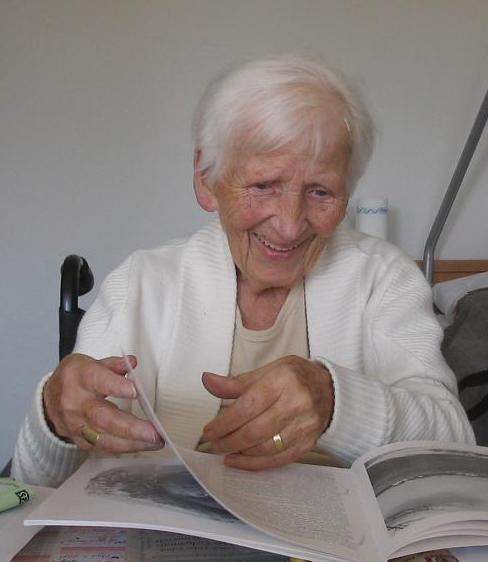
Katharina Szelinski-Singer im September 2007

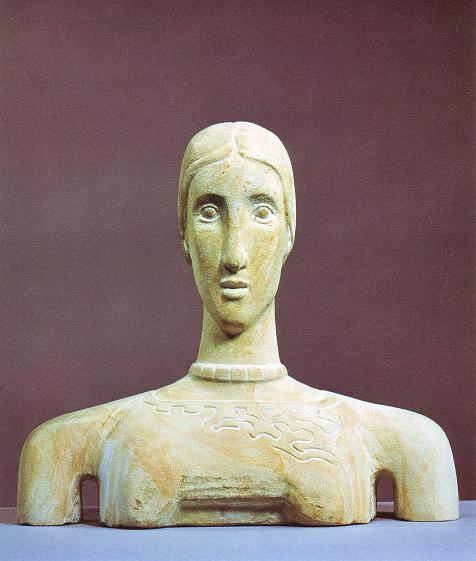
Phönizierin, 1990, Sandstein

Katharina Szelinski-Singer geb. Singer (* 24. Mai 1918 in Neusaß Gritzas, Landkreis Heydekrug, Ostpreußen; † 20. Dezember 2010 in Berlin) war eine deutsche Bildhauerin. Sie lebte ab 1945 in Berlin.
Die Künstlerin war ausgebildete Steinbildhauerin und Meisterschülerin von Richard Scheibe an der Berliner Hochschule der Künste. Kurz nach ihrem Studienabschluss Mitte der 1950er Jahre erhielt sie den Auftrag, das Denkmal zur Würdigung der Trümmerfrauen im Berliner Volkspark Hasenheide zu gestalten – ihre bekannteste Arbeit im öffentlichen Raum. Nach kleineren Folgeaufträgen lebte sie von 1956 bis 1986 überwiegend von Restaurierungsarbeiten für das Schloss Charlottenburg. Die „Außenseiterin“ des Kunstbetriebs schuf neben ihrer Berufstätigkeit ein bildhauerisches Werk, von dem sie nur einzelne Arbeiten in Gruppenausstellungen zeigte. Erst 1987/1988 trat sie wieder an die breitere Öffentlichkeit, als das Berliner Georg Kolbe Museum ihren Arbeiten eine erste größere Einzelausstellung mit 45 Exponaten widmete.
Ihr rein figürliches Gesamtwerk umfasst rund einhundert Skulpturen und Plastiken. Ihre Frauenkörper und Frauenköpfe, der Großteil ihrer Figuren, tragen oft selbstbildnishafte Züge oder sind durch biografische Themen bestimmt. Insbesondere mit der Serie Köpfe löste sie sich in den 1970er-Jahren von dem künstlerischen Einfluss ihres Lehrers Richard Scheibe und fand zu einer eigenen bildhauerischen Ausdrucksform. Kunsthistoriker sehen ihr Werk in der Tradition der Berliner Bildhauerschule.

## Leben

### Von der Kindheit auf dem Bauernhof über Tilsit zur Bildhauerausbildung in Posen (1918–1945)
Katharina Singer wurde im Dorf Neusaß Gritzas geboren, in dem die Familie einen Bauernhof bewirtschaftete. Es lag im deutsch-russischen Grenzgebiet nahe der Stadt Heydekrug und gehörte zum gleichnamigen ehemaligen Kreis in Ostpreußen. Ihr Vater verstarb noch vor ihrer Geburt. Nach der erneuten Heirat der Mutter im Jahre 1920 übersiedelte die Familie in das ostpreußische Dorf Schernupchen (nach Umbenennung 1938 Kirschland) im Kreis Insterburg, wo der Stiefvater einen Bauernhof besaß. Von 1929 bis 1936 besuchte Katharina Singer das Königin-Luise-Lyzeum in Tilsit und wohnte während dieser Zeit bei einem dort lebenden Onkel, einem Lehrer.
Die Künstlerin entschloss sich nach eigener Aussage bereits in jungen Jahren, Bildhauerin zu werden. Schon im Alter von 10 Jahren formte sie Figuren aus Lehm, Ton und Wachs und entwickelte dabei im Laufe der Zeit eine Fertigkeit, die über das spielerisch-kindliche Kneten deutlich hinausging. Im Alter von zwanzig Jahren stieß sie in einem Königsberger Antiquariat zufällig auf einen umfangreichen Ausstellungskatalog, in dem Figuren des Bildhauers Richard Scheibe, eines engen Freundes Georg Kolbes, abgebildet waren. Die Werke Scheibes beeindruckten sie sehr und bestärkten ihren Wunsch, Bildhauerin zu werden.
In der Familie Katharina Singers gab es einige musische Talente wie ihren Vetter, den seinerzeit in Ostpreußen bekannten Maler Paul Schmolling. Dennoch fand die Familie das Vorhaben Singers, Bildhauerin zu werden, abenteuerlich. Insbesondere ihre Mutter hielt die Bildhauerei für einen Männerberuf und wandte ein, „man müsse dafür die Kraft eines Mannes haben“. Da Katharina Singer die Familie mit „etwas so Abenteuerlichem“ nicht belasten wollte, arbeitete sie zunächst, zuletzt in Posen, das nach dem deutschen Überfall auf Polen 1939 deutsch besetzt war (vgl. Wartheland) als Forstsekretärin und Korrespondentin, um die Mittel für ihre Ausbildung zusammenzubekommen. Nach Posen war sie gezogen, da allein an der Posener Meisterschule für gestaltendes Handwerk die Möglichkeit bestand, eine bildhauerische Ausbildung zu beginnen. Von 1943 bis 1945 besuchte sie die Bildhauerklasse und legte besonderes Augenmerk auf die Arbeit mit Stein. Daneben belegte sie Fächer wie Gesteinskunde, Aktzeichnen und Anatomie.
Da die Nationalsozialisten im besetzten polnischen Gebiet größten Wert darauf legten, „zu beweisen, dass man eine Kulturnation war“, förderten sie Institutionen wie die Meisterschule. Da die Stadt selten Ziel alliierter Luftangriffe war, konnte Katharina Singer bis zum Anrücken der Roten Armee im Januar 1945 ungestört arbeiten. Über ihre Haltung zum Nationalsozialismus oder zum NS-Deutschen Studentenbund ist nichts bekannt.

### Meisterschülerin in Berlin und früher Karrierehöhepunkt (1945–1956)
Das Werkstattwochenbuch, das sie in Posen bis zum Schluss geführt hatte, verhalf Katharina Singer nach ihrer Flucht im März 1945 zur Zulassung zur Gesellenprüfung als Steinbildhauerin vor der Handwerkskammer Berlin. Das Gesellenstück, das sie für die Prüfung angefertigt hatte – ein Frauenkopf aus Muschelkalk – wurde kurz vor dem Termin zerstört, als eine Bombe das Atelier traf. Angesichts der widrigen Umstände erhielt sie den Gesellenbrief als Steinbildhauerin jedoch auch ohne diese Arbeit. Die Meisterprüfung legte Katharina Singer 1948 während ihres Studiums ab.
1946 hatte sie bei Professor Richard Scheibe an der Hochschule für Bildende Künste das Studium als Meisterschülerin aufgenommen. Damit erfüllte sich ihr lang gehegter Wunsch, bei Scheibe lernen zu können, seit sie die ersten Fotos von seinen Arbeiten in dem Königsberger Ausstellungskatalog gesehen hatte. Zur Zeit ihres Studiums gab es konkurrierende Positionen an der Hochschule. Richard Scheibe geriet zunehmend ins künstlerische Abseits, während beispielsweise Hans Uhlmann mit seinen Metallarbeiten – von den Nazis noch als Entartete Kunst diffamiert – in den Vordergrund trat. Katharina Singer hatte als Meisterschülerin ein Atelier neben Uhlmann, dessen Kunst sie nach ihrer Aussage nicht berührte. Sie blieb weiterhin bei der figürlichen Auffassung von Scheibe.
Neben dem Studium arbeitete Katharina Singer als Au-pair-Mädchen in einer amerikanischen Familie. Als diese Familie 1952 nach Paris zog, verzichtete sie auf ihr letztes Studiensemester und ergriff die Gelegenheit, mit nach Paris zu gehen. Die kunstinteressierte Hausherrin ließ ihr genug Zeit, sich „auf dem Kunstmarkt umzutun. So wurde die Zeit in Paris für [Katharina Singer] zu einem Studienaufenthalt.“
Nach ihrer Rückkehr 1953 erhielt sie, unter Fürsprache von Scheibe, vom Land Berlin den Auftrag für das Denkmal für die Trümmerfrauen, das 1955 im Volkspark Hasenheide eingeweiht wurde. 1956 konnte Katharina Singer noch zwei weitere größere Figuren für die Stadt Berlin herstellen, und im selben Jahr gewann sie den ersten Preis im Wettbewerb „Der Mensch unserer Zeit“ für Berliner Maler und Bildhauer. Die öffentlichen Aufträge und die Auszeichnung als Preisträgerin deuteten auf eine erfolgreiche Bildhauerkarriere, die aber nicht eintrat. Den Grund dafür sieht die Künstlerin darin, dass „die Zeit […] für die figürliche Arbeit, wie ich sie zu machen imstande war, nicht günstig [war]. Man bevorzugte die abstrakten Tendenzen. Dieser Kunstrichtung konnte ich mich nicht anschließen.“

### Restauratorin und Rückzug ins Private (1956–1986)

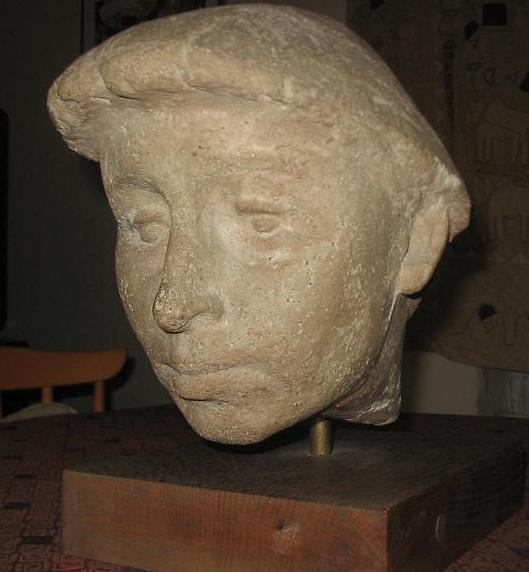
„Selbstbildnis“, 1960, Steinguss. Bildhauerpreis der Großen Berliner Kunstausstellung.

Von 1956 bis zum Ende ihrer beruflichen Tätigkeit 1986 verdiente Katharina Singer ihren Lebensunterhalt als Restauratorin im Schloss Charlottenburg. Die Lebenssicherung durch Restaurierungsarbeiten in öffentlichen Einrichtungen ist für Bildhauer nicht ungewöhnlich. Singer arbeitete im Schloss unter anderem mit Günter Anlauf, Karl Bobek, Joachim Dunkel, Harald Haacke und Emanuel Scharfenberg zusammen. Die Restaurierungs- und Rekonstruktionsarbeiten führte sie überwiegend an Marmorkaminen aus. Im Rahmen dieser Arbeit formte sie beispielsweise im Schloss Rheinsberg mit besonderer Genehmigung der DDR-Behörden einen Kamin ab und arbeitete nach der Abformung den Kamin der Bibliothek Friedrichs II. im Knobelsdorff-Flügel des Schlosses Charlottenburg.
Die Berufstätigkeit ließ Katharina Singer wenig Zeit für eigene Werke. Dennoch entstanden in diesen dreißig Jahren in der Freizeit rund 40 Skulpturen und Plastiken. Mit einem Selbstbildnis in Steinguss gewann sie 1960 den Bildhauerpreis der Großen Berliner Kunstausstellung. 1969/70 erhielt die Künstlerin ihren vierten und letzten öffentlichen Auftrag für zwei Figuren am restaurierten Märchenbrunnen im Neuköllner Von-der-Schulenburg-Park. 1962 heiratete sie den Journalisten Johannes Szelinski und trug seit diesem Jahr den Doppelnamen Szelinski-Singer. 1970 richtete sie sich in Lankwitz ein großes Atelier ein.
Waren ihre Figuren der 1950er-Jahre stark von ihrem Meister Richard Scheibe geprägt, löste sie sich Mitte der 1970er-Jahre mit ihrer Serie „Köpfe“ von seinem Einfluss. Die Künstlerin veränderte ihre Figuren über Jahre immer wieder und nahm „ganze Plastik[en] quasi zurück […] bis auf ihr Gerippe.“ Sie ging mit den Arbeiten ungerne an die Öffentlichkeit, weil sie ihre „Aussage als nicht so recht in den Trend passend empfand“. Aufgrund ihrer gesicherten finanziellen Basis war Katharina Szelinski-Singer nicht gezwungen, für den Kunstmarkt zu produzieren.
Als Mitglied der Bildhauergruppe „Plastik 71“ nahm sie zwischen 1972 und 1981 lediglich an einigen Gruppenausstellungen teil. 1980 stellte die Galerie im Kloster Cismar Arbeiten Berliner Bildhauer aus dem Schloss Charlottenburg vor. Im Zentrum stand die Restaurierung und der „posthume Vollzug einer Planungskonzeption aus dem Jahr 1705“, an der sechs Bildhauer beteiligt waren, die sowohl ihr Wirken beim denkmalpflegerischen Wiederaufbau des Schlosses als auch eigene bildhauerische Arbeiten präsentierten. Katharina Szelinski-Singer stellte mehrere Werke vor, unter anderem die Dreiergruppe Wartende Frauen (1967/77) aus Muschelkalkstein.

### Neuer Schritt in die Öffentlichkeit (1986–2010)

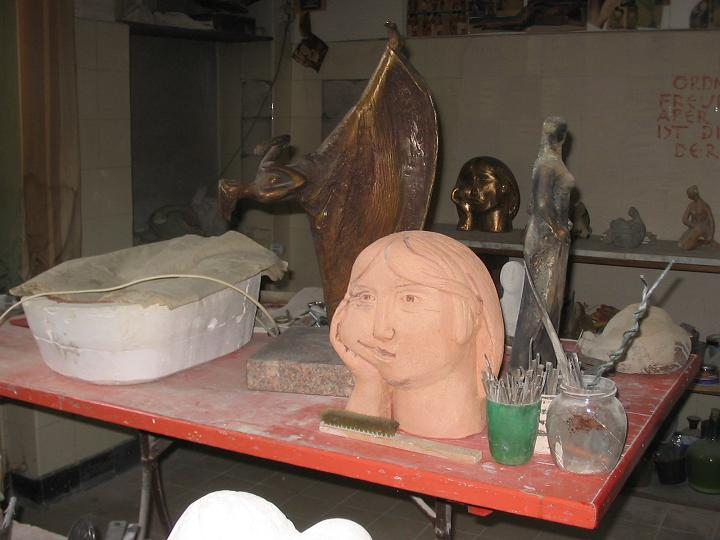
Atelier in Berlin-Lankwitz

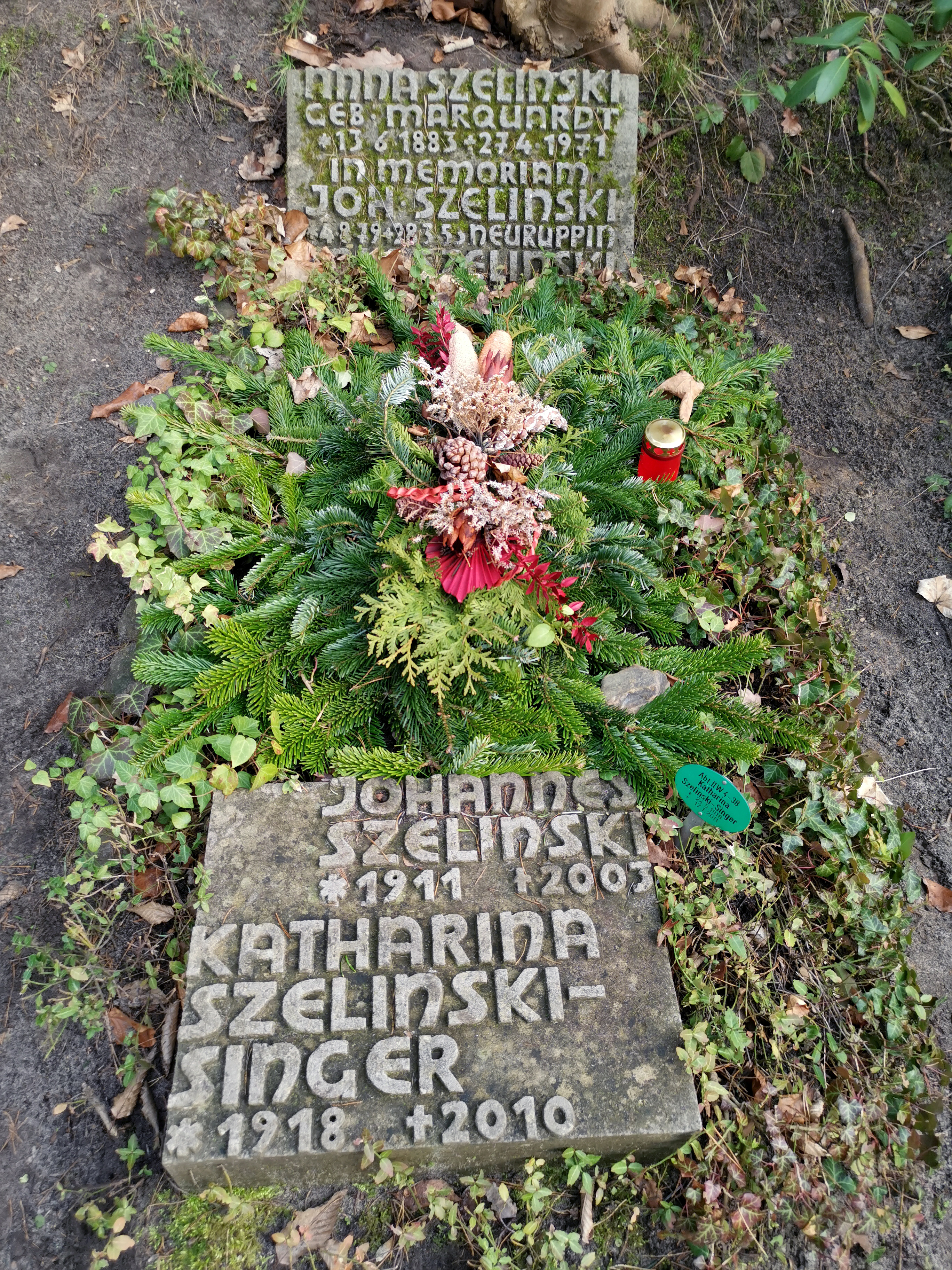
Grabstelle

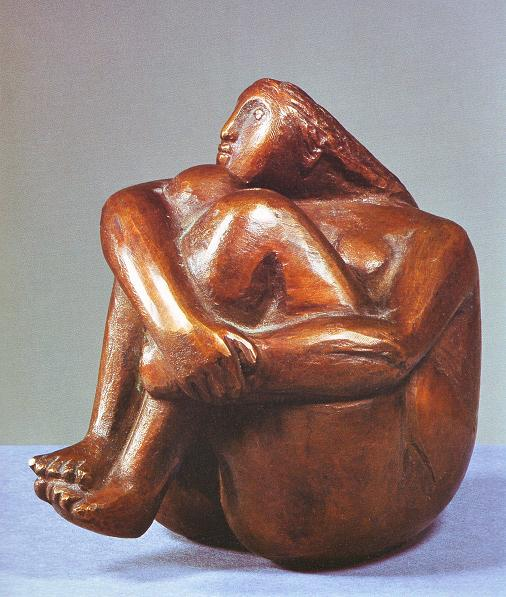
Kleiner Balanceakt, 1974, Bronze (Die Figur ist ein Vorläufer der Großen Sitzenden von 1986/87, 1997.)

Nach Beendigung ihrer beruflichen Tätigkeit 1986 hatte die Bildhauerin die Zeit, sich auf ihr eigenes Werk zu konzentrieren. In der Periode 1986 bis 1997 schuf sie rund 20 weitere Figuren, darunter die Große Sitzende, die für den Kunsthistoriker Helmut Börsch-Supan als „in sich ruhende Kugel“ dem Wesen der Künstlerin vielleicht am meisten entspricht.
Von Dezember 1987 bis Februar 1988 stellte das Georg Kolbe Museum das Werk der Künstlerin mit 45 ausgewählten Exponaten in einer ersten größeren Einzelausstellung vor. In der Eröffnungsrede zur Ausstellung wies Helmut Börsch-Supan darauf hin, es sei nicht leicht gewesen, die Bildhauerin zu bewegen, mit dieser „Retrospektive, die in Wahrheit eine Perspektive ist, an die Öffentlichkeit zu treten. Sie scheut das Rampenlicht wegen der Gefahr, die Balance von Innerlichkeit und Äußerlichkeit zu stören und so den Boden unter den Füßen zu verlieren, auf dem Beständiges gedeihen soll.“ Aufgrund ihrer zurückgezogenen Arbeit abseits der führenden bildhauerischen Strömungen bezeichnete Börsch-Supan Katharina Szelinski-Singer als „Außenseiterin“ des Kunstbetriebs.
Ende 1997 folgte eine zweite Einzelausstellung mit dem Titel „Katharina Szelinski-Singer – Stein und Bronze“ im Kreuzberger Deutschlandhaus, die im Frühjahr 1998 auch auf der Albrechtsburg in Meißen präsentiert wurde.
Katharina Szelinski-Singer beurteilte 1987 ihr Werk mit den Worten:

„Je mehr die Zeit vergeht, desto mehr Menschen, glaube ich, gibt es, die sich für die Synthese interessieren, die Bildhauer wie ich anstreben. Formal etwas Akzeptables zu bieten, ist eine gute Sache. Die menschliche Figur zu erfassen und dies in einer unserer Zeit gemäßen Formensprache, erscheint mir ungleich schwerer – aber vielleicht auch wichtiger. Ich bin auf dem Wege.“

Im Alter von 92 Jahren starb die Bildhauerin. Die Urnenbeisetzung erfolgte am 17. Januar 2011 auf dem Waldfriedhof Heerstraße in Berlin-Westend (Grablage: II-W 4-38).

## Werk und künstlerische Entwicklung
Der künstlerische Weg Katharina Szelinski-Singers begann nach dem Studium mit Auftragsarbeiten Berliner Bezirke. Die Frauenfiguren, die sie dabei zwischen 1955 und 1957 ausführte, sind in Form und Aussage von den Figuren und Porträts ihres Lehrers Richard Scheibe beeinflusst. Ihre Arbeit der 1970er und 1980er prägten vor allem die Serie der Köpfe und verschiedene Büsten, darunter einige Porträts. Daneben entstanden in allen Phasen eher kleinformatige Plastiken aus Bronze oder Steinguss. 1970 erhielt die Bildhauerin ihren letzten öffentlichen Auftrag für zwei ergänzende Figuren am Neuköllner Märchenbrunnen. Ein komplettes Werkverzeichnis Katharina Szelinski-Singers liegt bisher nicht vor. Eine Teilübersicht bietet der Ausstellungskatalog Stein und Bronze von 1997, der 53 Arbeiten auflistet.

### In der Nachfolge Richard Scheibes – städtische Auftragsarbeiten
Die öffentlichen Figuren der Künstlerin stehen nicht im pulsierenden Stadtbild Berlins, sondern an geschützten Stellen in Grünanlagen: Das Denkmal zur Erinnerung an die Trümmerfrauen im Volkspark Hasenheide, die „Wasserträgerin“ auf dem weitläufigen Parkfriedhof Neukölln und der Märchenbrunnen im Schulenburgpark. Auch die kleinste Skulptur im öffentlichen Raum, die „Kauernde“ oder „Hockende“ auf dem Wartburgplatz in Schöneberg, ist von Grün umgeben am Wegesrand aufgestellt.

#### Trümmerfrau (1955)

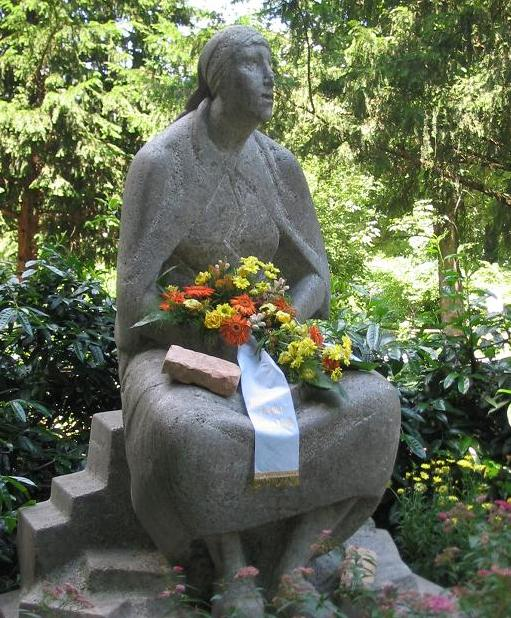
Denkmal Trümmerfrau, 1955, Muschelkalk

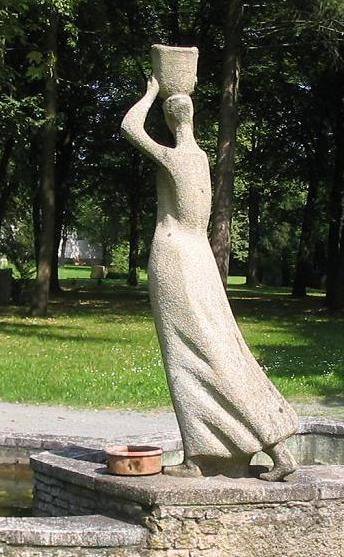
Wasserträgerin, 1956/57, Kunststein

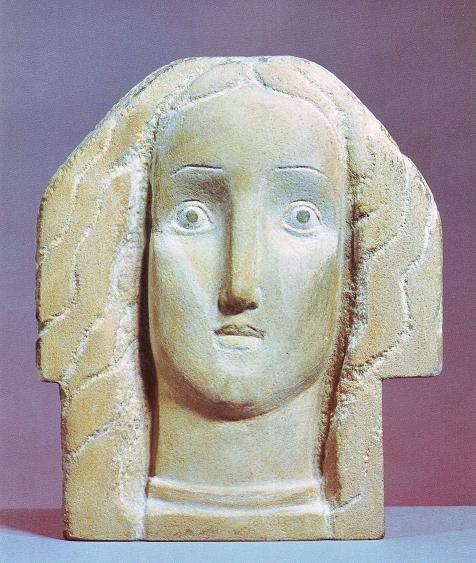
Kopf 1 – 1997, Sandstein

Das Denkmal zur Erinnerung an die Leistungen der Berliner Trümmerfrauen entstand auf Anregung des Präsidenten des Abgeordnetenhauses und späteren Regierenden Bürgermeisters Otto Suhr sowie Neuköllns Bezirksbürgermeister Kurt Exner auf der Rixdorfer Höhe, einem Trümmerberg im Volkspark Hasenheide. Nach ihrer Rückkehr aus Paris erhielt Katharina Szelinski-Singer mit unterstützender Fürsprache ihres Lehrers Richard Scheibe den Auftrag zur Ausführung und erstellte 1954 vier Modelle aus Plastilin. Die ausgewählte Fassung führte die Bildhauerin in Muschelkalk aus. Sie wurde am 30. April 1955 von der ehemaligen Oberbürgermeisterin Louise Schroeder feierlich enthüllt.
Die Skulptur zeigt eine 2,40 Meter hohe Figur mit Umhang, Kopftuch und derben Schuhen. Die Hände liegen im Schoß und halten einen Hammer. Die nachdenklich und müde gezeichnete Frau sitzt auf einem losen Ziegelsteinhaufen und blickt nachdenklich zum Himmel. Nach Endlich/Wurlitzer zeichnet das Denkmal „kein heroisches, sondern ein realistisch zartes und nachdenkliches Frauenbild“, in das für Helmut Börsch-Supan „viel Persönliches eingeflossen ist.“ 1986 wurde die Figur von Katharina Szelinski-Singer restauriert und anschließend an einem neuen Standort im unteren Teil des Volksparks am nördlichen Eingang zur Graefestraße aufgestellt.

#### Kauernde (1956)
Ein Jahr nach der „Trümmerfrau“ schuf die Künstlerin im Auftrag des Bezirks Schöneberg die 1,25 Meter hohe Skulptur die „Kauernde“ oder „Hockende“ auf dem Wartburgplatz. Das Modell für die Freiplastik, eine 22 Zentimeter hohe Bronzefigur, befand sich im Besitz von Katharina Szelinski-Singer. Die ausgeführte Sandsteinfigur aus dem Jahr 1956 stellt einen lebensgroßen weiblichen Halbakt dar. Die Figur mit seitwärts gewandtem Kopf kniet im Gras. Die rechte Hand ruht im Schoß, während die linke den Rock an das linke Schienbein drückt. Die Lider sind geschlossen und die Augen nach unten gerichtet, der Mund lächelt – die Darstellung einer Frau, die in sich ruht.
Durch Vandalismus und Alterung wies das Werk bereits 2007 verschiedene Schäden auf. Ein Teil des Hinterkopfes war weggebrochen, sodass ein inneres Stabilisierungseisen an dieser Stelle freilag. Das linke Auge war ausgeschlagen. Zudem wies das Werk verschiedene Beschmierungen auf, die sich offensichtlich nicht restlos entfernen ließen.

#### Wasserträgerin (1956/57)
Der Bezirk Neukölln stattete 1956/57 den Parkfriedhof mit fünf Schöpfstellen aus, die mit Skulpturen verschiedener Bildhauer verziert wurden. Während die anderen Künstler für ihre Motive Tierfiguren wählten, blieb Katharina Szelinski-Singer auch hier ihrem zentralen Thema treu und erstellte eine Frauengestalt. Eine schwungvoll ausschreitende Frauenfigur trägt auf dem Kopf einen Wassereimer, den sie mit beiden Händen hält. Die Kunststeinfigur krönt zwei Becken mit Travertinabdeckungen, die in der Höhe leicht abgestuft ineinandergesetzt sind. Die Länge des Gesamtwerks beträgt 2,50 Meter, die Breite gleichfalls 2,50 Meter und die Höhe 1,80 Meter. Die Wasserträgerin blieb für 13 Jahre der letzte öffentliche Auftrag für Szelinski-Singer.

#### Märchenbrunnen (1970)
Der „Märchenbrunnen“ im Neuköllner Schulenburgpark geht auf einen Entwurf des Bildhauers Ernst Moritz Geyger aus dem Jahr 1915 zurück, wurde allerdings erst 1935 aufgestellt. Der Jugendstil-Brunnen mit gotisierenden Formen wurde im Zweiten Weltkrieg erheblich beschädigt, und die beiden flankierenden Bronzefiguren Geygers, ein Hirsch und eine Hirschkuh mit Kitz, wurden eingeschmolzen. Bei der Restaurierung 1970 erhielt Katharina Szelinski-Singer den Auftrag für eine Neufassung der beiden Figuren. Passend zum Namen „Märchenbrunnen“ wählte die Künstlerin zwei Motive aus den deutschen Volksmärchen Brüderchen und Schwesterchen sowie Aschenputtel.
Beide Figuren sind aus Kalkstein gearbeitet und haben eine Höhe von rund eineinhalb Metern. Das Aschenputtel stellt die Bildhauerin in der Szene dar, in der sechs Tauben dem unglücklichen Mädchen helfen, die Linsen in einen Topf zu sortieren. Der Gesichtsausdruck ist angespannt und grüblerisch und strahlt trotz der Taubenhilfe und des gut gefüllten Topfes keine Zuversicht aus. Die andere Figur zeigt das Schwesterchen, das beide Arme um den Hals des Rehs schlingt, nachdem der Fluch der Hexe das Brüderchen in das Tier verwandelt hat. Das Mädchen schaut erschrocken. In der Bearbeitungsform gleicht die Darstellung des Haares, das roh und breit aus dem Stein hervorquillt, der Figur Diabas aus dem Jahr 1973. Dieser Auftrag, der ihrer figürlichen Kunstauffassung entsprach, blieb Szelinski-Singers letzte große öffentliche Arbeit.

#### Erfolgloser Wettbewerbsbeitrag (1980), Folgeaufträge
1980 scheiterte Katharina Szelinski-Singer mit einem Wettbewerbsbeitrag für den Wiederaufbau des St. Georg Brunnens auf dem Hindemithplatz in Charlottenburg. Für diesen Brunnen aus dem Jahr 1903/04 schuf sie unter anderem das Modell Prinzessin auf dem Dach in den Maßen 45 × 60 × 70 cm aus Styropor und Gips. Der Entwurf zeigt eine ihrer typischen Frauenfiguren, die sich hier auf ihre Unterarme stützt und vom Brunnendach herunterschaut.
Für das Trümmerfrauendenkmal erhielt die Bildhauerin einige kleinere Folgeaufträge, für die sie 1986/87 und 1997 mehrere Steingussrepliken in den Maßen 80 × 53 × 40 cm herstellte. Eine dieser Repliken war Bestandteil der Wanderausstellung zur 750-Jahr-Feier der Stadt Berlin 1987.

### Im Mittelpunkt des Werks: Frauenfiguren mit biografischen Zügen
Sämtliche Arbeiten Katharina Szelinski-Singers im öffentlichen Raum stellen Frauen dar. Auch im Gesamtwerk stehen, von seltenen Ausnahmen abgesehen, die Gebärden und Gefühle, Stimmungen und Sorgen von Frauen im Mittelpunkt. Die Arbeiten, die immer figürlich blieben, tragen meist herbe und melancholische Grundzüge. Auch einige humorvolle Darstellungen wie die Frau am Tisch von 1979, die „lustige Schwester des Diabas“ sind darunter. Die Büste Espera von 1986/87 verkörpert einen Spannungsbogen zwischen Melancholie und Hoffnung – ein Thema, das die Bildhauerin oft aufgriff.
Viele Figuren besitzen selbstbildnishafte Züge; die „Arbeit an der Figur“ wird laut Helmut Börsch-Supan bei Katharina Szelinski-Singer „zur Arbeit an sich selbst.“ Das eigentliche Werk, das hinter allen Werken stehe, sei schließlich die Biografie. Das bestimme den Charakter der Aussage, die zwischen Monolog und Mitteilung schwanke. Ursel Berger glaubt, in vielen Werken, vor allem in den „Köpfen“, die Künstlerin selbst zu erkennen. Die Bildhauerin antwortete auf diese Feststellung im Gespräch:

„Man stellt sich ein formales Thema. Mit Hilfe der menschlichen Figur möchte man eine gewisse Faszination, die man im Erlebnis mit anderen Menschen erfahren hat, ausdrücken. Es bleibt vermutlich nicht aus, dass man sich von seiner Mentalität, aber auch von seiner äußeren Erscheinung, nicht zu distanzieren vermag.“

Das starke biografische Element in den Arbeiten der Künstlerin war ein entscheidender Grund dafür, dass sie überwiegend Frauenköpfe und Frauenfiguren schuf:

„Vermutlich hat das etwas mit der Identifikation mit sich selbst zu tun. So schön ich männliche Körper finde – sie üben auf mich nicht die Faszination aus, mich mit ihnen formal auseinanderzusetzen.“

### Material Stein am Beispiel der Skulptur „Diabas“

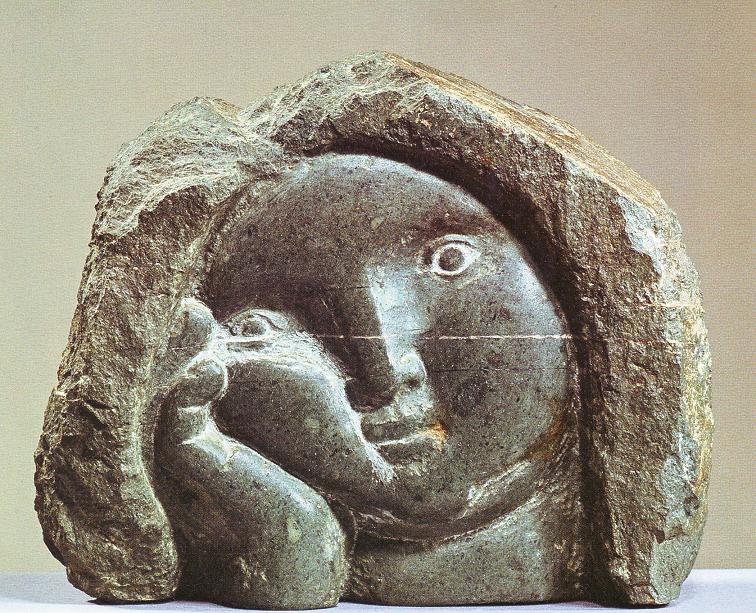
Diabas, 1973, Naturstein

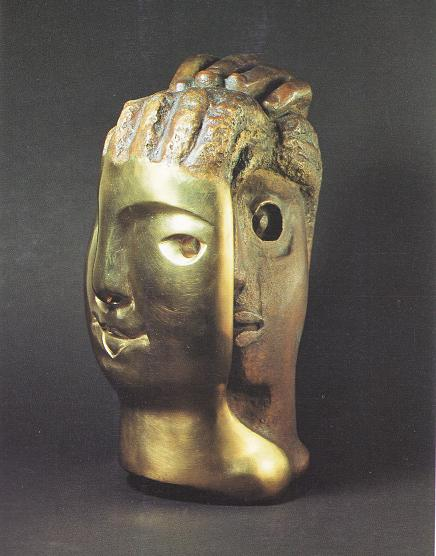
Doppelgesicht (1970), Bronzefassung 1992

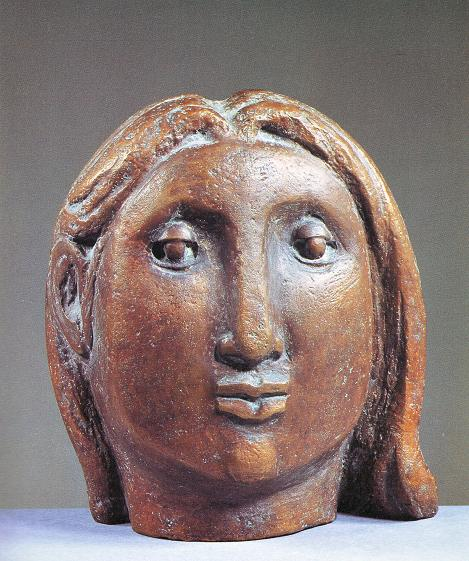
Kopfscheibe (1974), Bronzefassung 1976

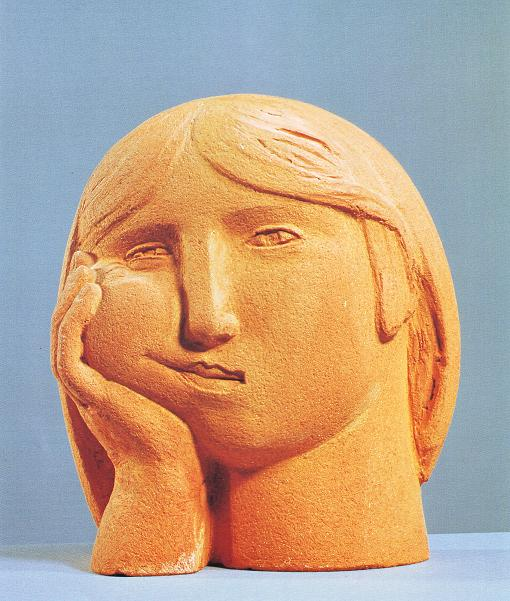
Aufgestützter Kopf, 1978, Terrakotta

Stand als Motiv der Mensch beziehungsweise die Frau im Mittelpunkt der Arbeit, war der Stein insbesondere zu Beginn ihrer künstlerischen Tätigkeit das bevorzugte Arbeitsmaterial der Bildhauerin.

„Wenn ich einen Kommentar zur meiner Arbeit geben soll, fallen mir zuerst die Begriffe ‚Stein‘ und ‚Mensch‘ ein. Gestein in seinen vielfältigen, faszinierenden Erscheinungsformen, eine Ursubstanz der Natur. Und der Mensch, immer noch, wie schon zu Aristoteles Zeiten, ‚das Maß aller Dinge‘, […].“

Das Objet trouvé Diabas von 1973 zeigt, wie die Bildhauerin den Stein zur gewünschten Skulptur reduzierte und der Stein, wie sie sagt, „das Seine hinzugibt“. Zwar hat sie hier einen Stein in einen Frauenkopf verwandelt, doch ist der Stein erkennbar ein Stein geblieben. Das Haar ist kaum bearbeiteter wuchtiger Stein im Urzustand und umrahmt ein eher zartes nachdenklich-melancholisches Gesicht, das sich auf eine Hand stützt. Eine weiße Gesteinsader durchzieht das Gesicht und verbindet die weichen Züge mit dem rohen Rahmen. Die Titulierung Diabas („Grünstein“) kennzeichnet die Verbundenheit zum Material bereits im Namen. Gefunden (trouvé) hat sie den Stein wie viele weitere auf einem Spaziergang auf dem Teufelsberg, einem Trümmerberg.

„Ich glaube, daß der Stein, der Naturstein, immer von sich aus eine Menge hinzugibt, wenn man ihn läßt, wenn man nicht mit einer hart vorgefaßten Konzeption herangeht. Man muß schauen, was einem der Stein sagt: denn er gibt meist schon das Thema an, vor allem, wenn es ein »trouvé« mit einer unregelmäßigen Form ist.“

### Köpfe und Büsten – eigenständiger künstlerischer Weg
In den 1970er-Jahren löste sich Katharina Szelinski-Singer von der Tradition Richard Scheibes und versuchte, wie sie sagt, „formale Fragen in den Vordergrund zu rücken“. In den klassischen eher naturalistischen Figuren Richard Scheibes klingt die Tradition des 19. Jahrhunderts nach, seine Büsten bleiben immer Porträts. Szelinski-Singer hingegen begreift Büsten zunehmend als eigenständige Kunstform und verzichtet auf eine naturalistische Darstellung. Der Unterschied drückt sich auch in der Oberflächengestaltung aus. Scheibes Arbeiten haben klassische glatte Oberflächen, während sich bei Szelinski-Singer später auch beinahe unbearbeitete, rohe und raue Oberflächen finden wie bei der Figur Diabas. Parallel zu dieser Entwicklung wandte sich die Bildhauerin vermehrt der Plastik zu, die Skulptur blieb allerdings ihre bevorzugte Ausdrucksform. Insbesondere die Serie Köpfe zeigt das Bestreben, Aussagen „weg vom Herkömmlichen“ zu treffen. Noch vor dieser Serie deutete sich der neue Weg in Arbeiten wie dem Doppelgesicht bereits an.

#### Plastik „Doppelgesicht“ – Entwicklung einer eigenen Formensprache
Mit dieser Figur aus Laaser Marmor von 1970 mit den Maßen 34 × 19 × 24 cm hat die Bildhauerin laut Helmut Börsch-Supan „etwas gewagt.“ Die Bronzeneuauflage von 1992 verdeutlicht das Wesen dieser Arbeit noch klarer. Die heller patinierte Seite zeigt einen lustigen, zufriedenen Kopf. Die weichen Gesichtszüge sind sorgfältig modelliert bis zu den geschürzten Lippen und zur Ohrmuschel. Die Hand greift ordnend in die dicken Haarsträhnen und die als dunkle Vertiefungen angelegten Augen schauen den Betrachter direkt an. Die dunkel patinierte Seite zeigt ein zweites, inneres Gesicht des Kopfes mit rauer Oberfläche, zur Hälfte verdeckt durch das äußere, glatte Gesicht, das nun als Maske erscheint. Helmut Börsch-Supan schreibt zu diesem Kopf: „Maske heißt auf lateinisch persona. Durch sie tönt die Stimme des Schauspielers. Maske und Mensch, Theater und Wirklichkeit, Rolle und eigentliches Sein der Persönlichkeit sind jedoch miteinander verwachsen. […] Dieser zweifache Aspekt ist Ausdruck des Zweifels, wenn nicht einer Verzweiflung.“ Die ursprüngliche Marmorfassung war Bestandteil der Ausstellung 1987/88 im Georg Kolbe Museum. Die Bronzefassung von 1992 misst 32,5 × 22 × 23 cm.

#### Serie „Köpfe“ – Entwicklung gleicher formaler Lösungen in unterschiedlichen Werkstoffen
Die Serie Köpfe besteht im Kern aus den Werken Kopf 1 (1977, Jurakalkstein, 45 × 47 × 22 cm) und Kopf 2 (1977, Muschelkalkstein, 24 × 18 × 13 cm). Diese beiden Arbeiten legte die Künstlerin 1997 in Sandstein neu auf (beide 33 × 27 × 17 cm) und den Kopf 2 zusätzlich in einer dritten Fassung aus Bronze (35 × 28,5 × 12,5 cm). Zu den Köpfen zählen ferner Werke wie Kopfscheibe (1976, Bronze, 35 × 28,5 × 12,5 cm; erste Fassung 1974 in Muschelkalkstein), Daphnide (1976, Marmorkopf auf Muschelkalkstein, 56,5 × 15,5 × 25 cm), Aufgestützter Kopf (1978, Terrakotta, 26 × 26 × 10 cm) und die Büste Phönizierin (1990, Sandstein, 39 × 40 × 14 cm).
Mit diesen Arbeiten fand die Bildhauerin in der Beurteilung des Kunstkritikers Wolfgang Schulz „zur gültigen Form in Stein und Bronze.“ Die Werke zeigen nach seiner Auffassung zudem, dass „gleiche formale Lösungen in unterschiedlichen Werkstoffen möglich sind bei allerdings höchst unterschiedlicher Wirkung“. Während Bildhauer wie Kolbe, Barlach und Picasso „frühzeitig das gleichrangige Schaffen in verschiedenen Materialien aufgegeben“ haben, begegnen wir in den späteren Werken Katharina Szelinski-Singers dem „Dualismus in Entstehung, Wirkung und Bedeutung auf vielfältige Weise.“ Für Helmut Börsch-Supan bilden die Arbeiten „eine Familie, und die Künstlerin ist der mütterliche Mittelpunkt. Das heißt auch, dass sie keines ihrer Werke endgültig aus ihrer Obhut entläßt. Sie lebt mit ihnen, und sie müssen sich Veränderungen gefallen lassen, wenn sich ihr Blick gewandelt hat.“

#### BüsteMit Weitblick– Endpunkt dreistufiger Figurenentwicklung

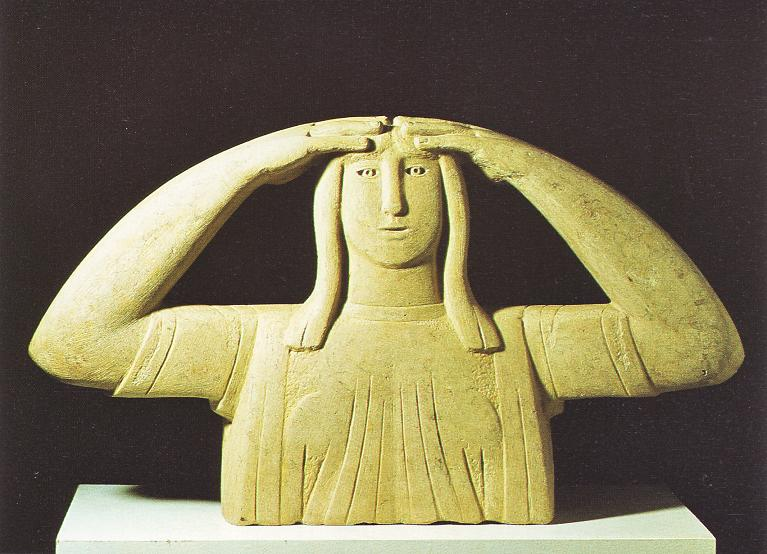
Mit Weitblick, 1990/1997, Sandstein

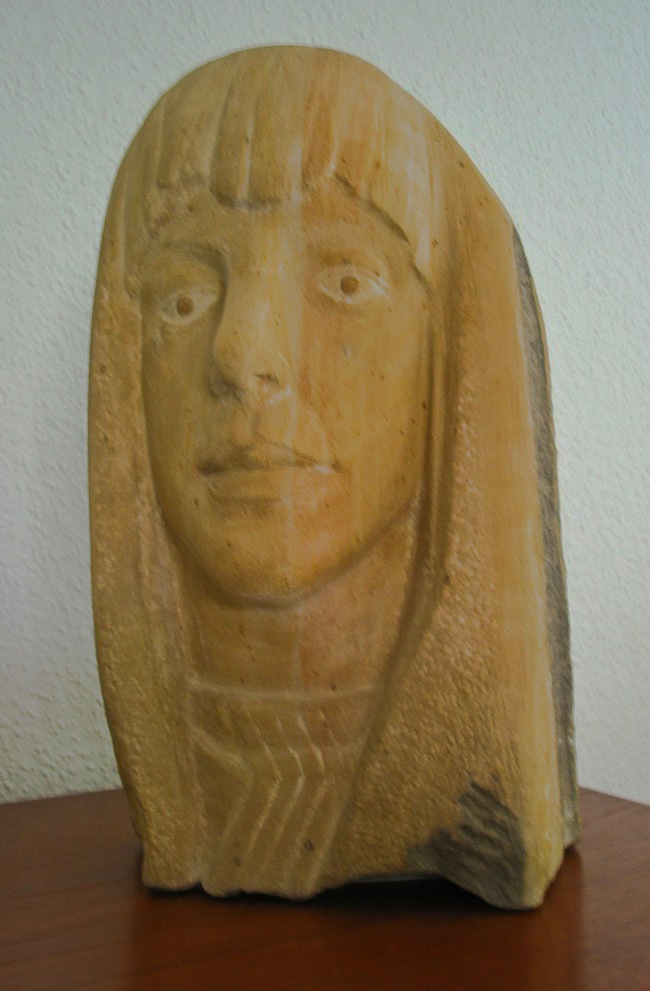
„Ingeborg Bachmann“, 1994, Sandstein

In der Sandsteinbüste Mit Weitblick aus dem Jahr 1990 (50 × 90 × 11 cm), die gleichfalls den Köpfen zuzuordnen ist, lässt sich nach der Analyse von Helmut Börsch-Supan eine weitere Entwicklung im Werk aufzeigen. Mit dieser Figur entwickelte die Bildhauerin zwei frühere Büsten, die ähnlich breit und symmetrisch angelegt waren, weiter. Gemeinsam ist den drei Figuren ihr heiterer einladender Ausdruck. Trotz der großen Ähnlichkeit konnte die Künstlerin jedem Werk „eine überraschende eigene Note geben.“ In der Sandsteinbüste Frau am Tisch von 1979 (36 × 67 × 13 cm), die auf der Titelseite des Ausstellungskatalogs 1987/88 abgebildet war, ging es „um die Erhaltung eines seelischen Gleichgewichts“. In der verwandten Figur Espera von 1986/87 (Gips für Bronze, 64 × 98 × 40 cm) deutet bereits der Name darauf hin, dass die Künstlerin einen Spannungsbogen zwischen Hoffnung und Melancholie ausgedrückt hat.
Die letzte Figur Mit Weitblick zeigt eine Frau, die beide Hände auf den Scheitel legt, die Augen beschattet und in die Ferne blickt. Die Schultern bilden mit den Oberarmen die Sehne eines Kreissegmentes und die kräftigen, gebeugten Unterarme verbinden sich zum Kreisbogen. Ein Kleid aus leichtem Stoff hängt herab, dessen Falten weniger plastisch gestaltet, sondern eher mit zeichnerischen Linien angedeutet sind. Kaum strukturiertes langes Haar rahmt das flache, scheibenförmige Gesicht, in dem das Kinn einen zweiten, nach oben geöffneten Bogen formt, der dem Bogen der Arme antwortet. Nun ergibt sich für Helmut Börsch-Supan „ein eigenartiges Spiel zwischen Gesicht und Händen. Die Nase ist den Fingern in der Form verwandt und die Fingernägel wiederholen die Kreise der Augäpfel. In der Andeutung der Brüste klingt dieses Motiv aus. Alles Strenge fällt von der Frauengestalt ab; der aufsteigenden Wölbung der Unterarme antwortet ein gelöstes Herabfließen. Der erstaunte Blick erweckt Heiterkeit.“

### Porträts und Kleinplastiken

#### Minnelli und Bachmann
Neben den Werken mit eher biografischen Zügen schuf Katharina Szelinski-Singer Porträts, welche die Auseinandersetzung und ein Eingehen auf das Wesen anderer Menschen erforderten. Unter den Porträtierten finden sich zwei Männer. Der Bronzekopf Porträt R.P. von 1964 zeigt Richard Priefert, den ehemaligen Leiter der MGM-Synchronabteilung und Freund ihres Mannes. Ihr letztes, unvollendetes Werk ist ein Gipskopf ihres Mannes Johannes, an dem sie bis zu seinem Tod 2003 arbeitete. Sie porträtierte ferner Liza Minnelli und 1994 die Schriftstellerin
Ingeborg Bachmann, von der sie auf einer Lesung beeindruckt war. Den Bachmannkopf arbeitete sie aus Sandstein nach einer Fotografie. Gemeinsam ist den dargestellten Personen eine Nähe zur Künstlerin wie bei ihrem Mann oder dessen Freund oder eine Identifikation der Bildhauerin mit der Porträtierten, „eine Art geschwisterlicher Nähe“, wie Helmut Börsch-Supan zum Porträt von Ingeborg Bachmann schreibt.

#### Kleine Bronze- und Gipsfiguren

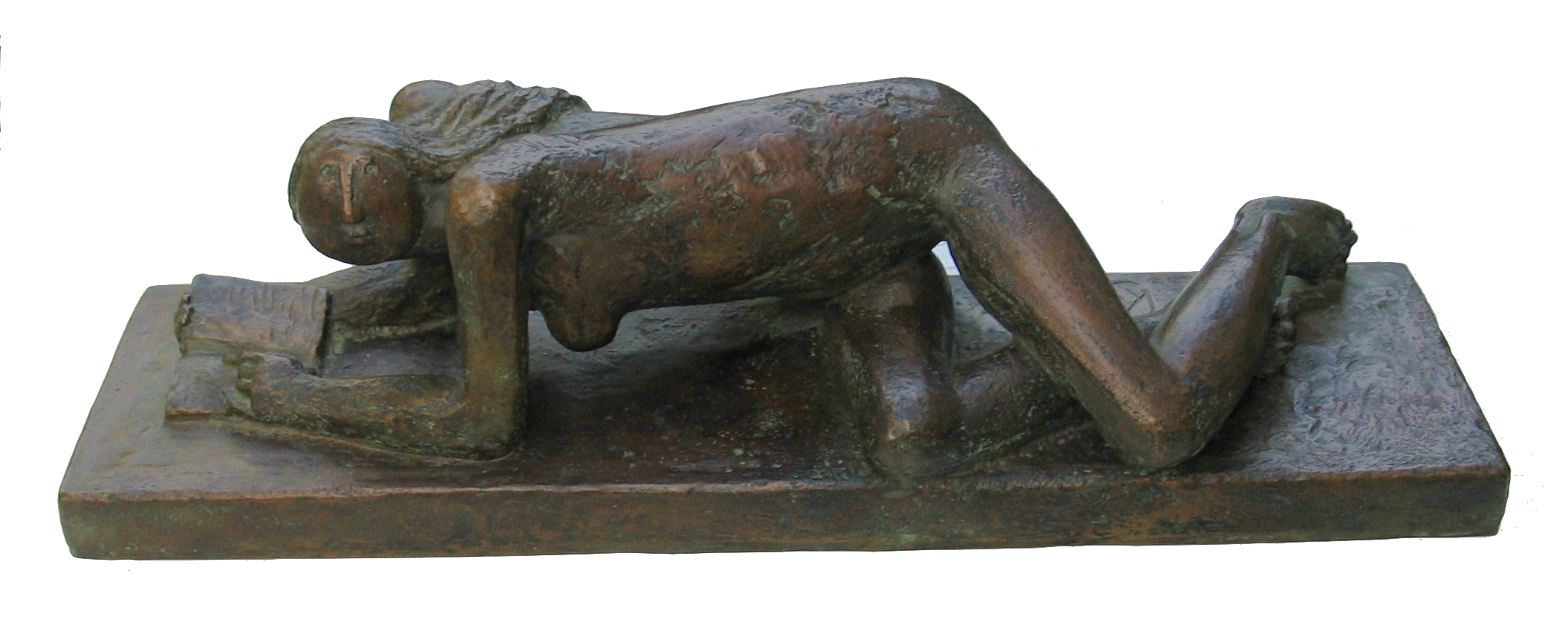
„Liegende mit Buch“, 1978, Bronze

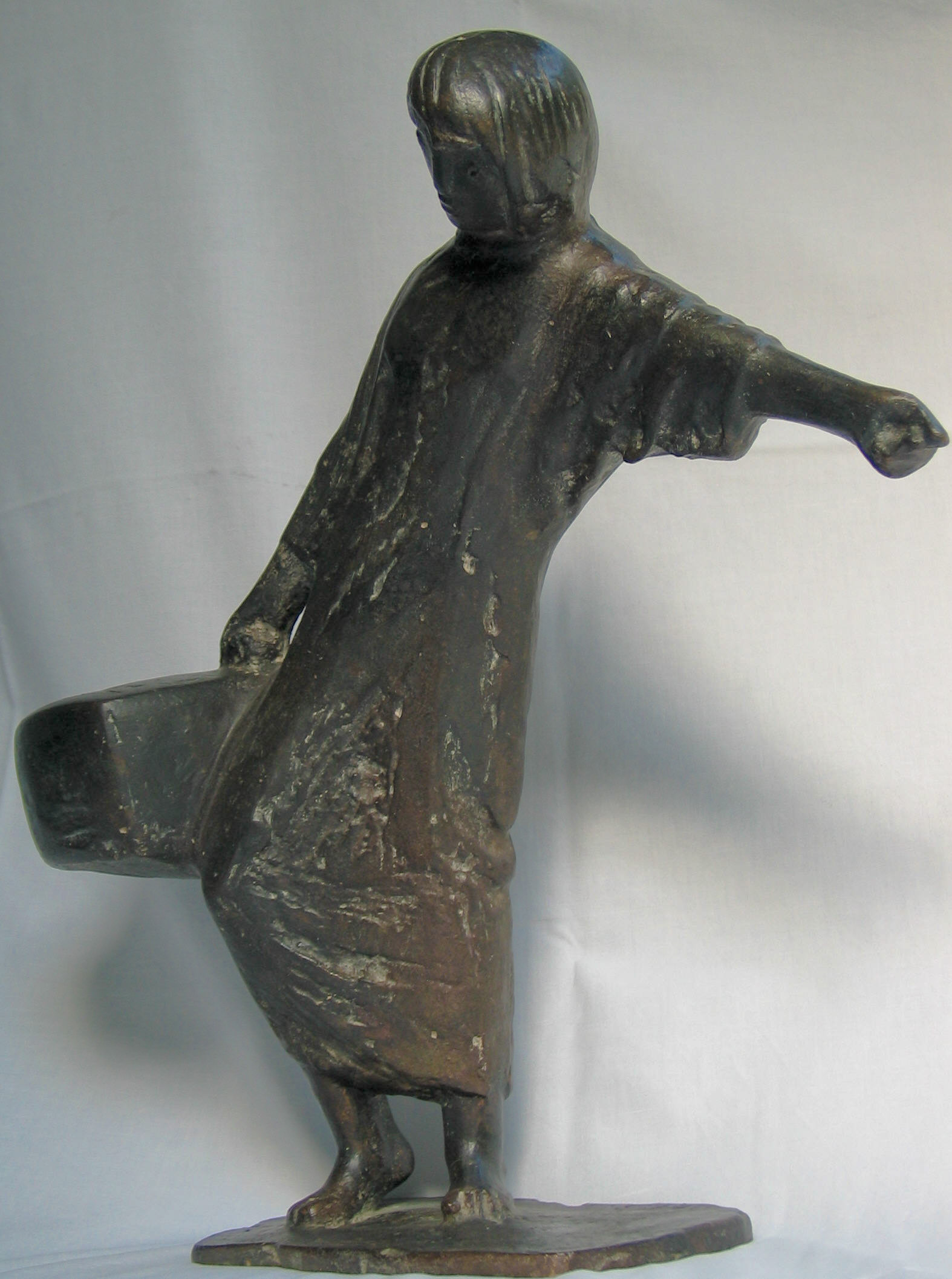
„Die Last“, 1970, Bronze

In den über sechzig Schaffensjahren entstanden neben den großformatigen Figuren und den Köpfen und Büsten auch Kleinplastiken, teils als Studien zu in Stein ausgeführten Werken wie die Kauernde auf dem Wartburgplatz, teils als eigenständige Werke wie Die Last (1970) aus Bronze oder die Gipsfigur Der Mensch unserer Zeit, mit der Katharina Szelinski-Singer den ersten Preis des gleichnamigen Wettbewerbs 1956 gewann. Mit der feiner gearbeiteten Bronzearbeit Tänzerin schuf sie 1968 eine Hommage an die Tänzerin Dore Hoyer, die sie bei einer Darbietung in Berlin fasziniert hatte. Oft findet sich das Format bereits im Namen, Kleine Hockende (1978), Kleine Liegende (1977) oder Kleiner weiblicher Akt (1997) – ihr letztes abgeschlossenes Werk.
Besondere Körperhaltungen, „Rumpf und Gliedmassen […] zu überraschenden, so nie gesehenen Gebilden geordnet“, zeichnen die Liegefiguren wie Liegender Mädchenakt (1985) oder Liegende mit Buch (1978) aus. Die Plinthe ist neben ihrer Funktion als Sockel spielerisch als Ruhebett der weiblichen Aktfiguren in die Darstellung integriert. Diese Figuren lösen in den Augen des Kunsthistorikers Helmut Börsch-Supan eine „befreiende Heiterkeit“ aus, die im Gegensatz zum „archaisch anmutenden Ernst“ anderer Werke der Künstlerin stehen.

## Kunstgeschichtliche Einordnung
Der Kunstkritiker Wolfgang Schulz sieht das künstlerische Schaffen Katharina Szelinski-Singers, das nach dem Zweiten Weltkrieg begann, in der Tradition der Berliner Bildhauerschule – nicht in der Wilhelminischen Kunst eines Reinhold Begas und seiner Schule, sondern in einer Linie von Wilhelm Lehmbruck in seiner Berliner Zeit über Georg Kolbe, Käthe Kollwitz, Ernst Barlach, Gerhard Marcks und Renée Sintenis bis zu ihrem Lehrer Richard Scheibe.
Für Helmut Börsch-Supan stand die Verwandlung von Lebenssubstanz in Kunst im Mittelpunkt der Arbeiten von Szelinski-Singer. Die unpathetische Menschlichkeit der Figuren knüpft nach seiner Darstellung neue „Fäden der bis Johann Gottfried Schadow zurückreichenden Tradition Berliner Bildhauerkunst, die vor allem eine Bemühung um das Menschenbild war […].“

## Übersicht der wichtigsten Ausstellungen und Preise

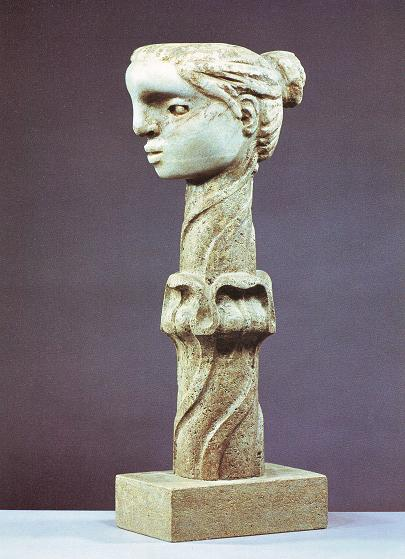
„Daphnide“, 1976, Marmorkopf auf Muschelkalkstein. Gezeigt auf der Ausstellung Stein und Bronze, 1997/98.

Über die nachstehend angeführten Einzelausstellungen hinaus nahm Katharina Szelinski-Singer seit 1953 an Ausstellungen des Vereins Berliner Künstlerinnen, der Gruppe Plastik 71 und der Künstlergilde teil, unter anderem der „Großen Berliner“ und späteren „Freien Berliner Kunstausstellung“.
| 1956      | Erster Preis im Berliner Kunstwettbewerb Der Mensch unserer Zeit mit einer gleichnamigen Frauenstatue. Getönter Gips für Bronze. 53 × 12 × 14 cm. |
| 1960      | Bildhauerpreis der Großen Berliner Kunstausstellung mit einem Selbstbildnis in Steinguss. 27 × 24 × 24 cm. |
| 1980      | Ausstellung im Kloster Cismar, Schleswig-Holstein. 28. Juni bis zum 31. August 1980, Berliner Bildhauer aus dem Schloss Charlottenburg. |
| 1987/1988 | Einzelausstellung im Georg Kolbe Museum, Berlin |
| 1989      | Zeitvermerke, Jahresausstellung der Künstlergilde Esslingen in der Villa Merkel. Katharina Szelinski-Singer war mit der Bronzeplastik DDT vertreten. |
| 1991      | Ausstellung Treffpunkt Berlin. Die Künstlergilde e. V. Landesgruppe Berlin. Ausstellung der Künstlergilde Esslingen Landesgruppe Berlin, gezeigt im Deutschlandhaus Berlin vom 17. Februar bis 1. April 1991 und im Alten Rathaus Esslingen vom 5. April bis 5. Mai 1991. Katharina Szelinski-Singer war mit der Sandsteinfigur Mit Weitblick (50 × 90 × 11 cm) vertreten. |
| 1997/1998 | Einzelausstellung Stein und Bronze der Stiftung Deutschlandhaus Berlin. 19. Oktober bis 14. Dezember 1997 im Deutschlandhaus, 8. Februar bis 13. April 1998 auf der Albrechtsburg in Meißen. |
| 2005/2006 | Ausstellung Kamine, Kapitelle, Kartuschen. Berliner Bildhauer und das Schloss Charlottenburg nach 1945. Ausstellung des Bezirksamts Charlottenburg-Wilmersdorf vom 5. Dezember 2005 bis zum 15. Januar 2006 in der Kommunalen Galerie. Katharina Szelinski-Singer war mit den Figuren Diabas, Tänzerin und Die Flämsche vertreten.                                         |

## Ausstellungskataloge
- Katharina Szelinski-Singer: Bildhauerarbeiten. Mit Texten von Ursel Berger und Helmut Börsch-Supan. Hrsg.: Georg-Kolbe-Museum (Ausstellungskatalog), Berlin 1987, 48 Seiten, 33 Abb.
- Treffpunkt Berlin. Die Künstlergilde e. V. Landesgruppe Berlin. Hg.: Stiftung Deutschlandhaus Berlin, Berlin 1991. Katalog zur Ausstellung der Künstlergilde Esslingen Landesgruppe Berlin, gezeigt im Deutschlandhaus Berlin vom 17. Februar bis 1. April 1991 und im Alten Rathaus Esslingen vom 5. April bis 5. Mai 1991. Kurzbiografie Katharina Szelinski-Singers S. 36, Abbildung Figur Mit Weitblick S. 77.
- Katharina Szelinski-Singer: Stein und Bronze. Mit Texten von Wolfgang Schulz. Eine Veröffentlichung der Stiftung Deutschlandhaus, Berlin. 1997, Katalog zur Ausstellung Deutschlandhaus, 19. Oktober – 14. Dezember 1997; Meissen, Albrechtsburg 8. Februar – 13. April 1998. 60 Seiten mit zahlreichen Abb., teils farbig.